# Medal Wdzięczności Narodu
Medal Wdzięczności Narodu (fr. Médaille de reconnaissance de la Nation) – francuskie wojskowe odznaczenie ustanowione 12 kwietnia 2002. Medal jest przyznawany osobom wojskowym i cywilnym, które otrzymały „Tytuł Wdzięczności Narodu” (tytuł stworzony pierwotnie dla tych, którzy nie mogli otrzymać tytułu kombatanta, ponieważ operacje utrzymania porządku na terytorium francuskim nie były traktowane jako udział w wojnie; tytuł nadawany był początkowo tylko za udział przez co najmniej 90 dni w operacjach w Afryce Północnej w latach 1952–1962).
Medal Wdzięczności Narodu zastępuje Medal Afryki Północnej, ale jego przyznawanie jest rozszerzone pod względem wymagań czasowych i geograficznych, za które jest nadawany i dlatego jest wyposażany w okucia:
- AFRIQUE DU NORD – zasady jak przy MAF;
- T.O.E – teatry operacji zewnętrznych (patrz: CGTOE);
- 1914–1918 – I wojna światowa (w 2016 zastąpiony przez okucie T.O.E);
- 1939–1945 – II wojna światowa;
- INDOCHINE – I wojna indochińska;
- OPÉRATIONS EXTÉRIEURES – operacje zewnętrzne[1].